# Ингэн
Ингэн Рюки (яп. 隠元隆琦, Ингэн Рю: ки; кит. 隱元隆琦, Иньюань Лунци, 7 декабря 1592 — 19 мая 1673) — китайский поэт, каллиграф, буддийский монах, последователь школы Линьцзи. Основатель в Японии дзэн-буддисткой школы Обаку.

## Биография
Ингэн родился 7 декабря 1592 года в уезде Фуцин Фучжоуской управы провинции Фуцзянь империи Мин; его мирским именем было Линь Цэнбин (кит. упр. 林曾炳, пиньинь Lín Céngbǐng). Отец Линь Цэнбина исчез, когда ему было пять лет. Когда Линь Цэнбину исполнилось 20 лет, он отправился на поиски своего отца, в ходе которых он достиг горы Путошань в провинции Чжэцзян. В 28 лет, после смерти его матери, он был рукоположен в монахи в храме своей семьи — храме Ванфу на горе Хуанбо в провинции Фуцзянь. Учителями Ингэна были Миюнь Юаньу и Фэйинь Тунжун. После ухода Миюня с поста настоятеля монастыря в 1633 году Ингэн стал главным учеником Фэйиня. Когда Фэйинь ушёл с поста настоятеля монастыря, Ингэн стал настоятелем в 1637 году. Он занимал должность до 1642 года, года смерти своего первого учителя Миюня. Через четыре года, в 1646 году он снова стал настоятелем монастыря. Под его руководством была завершена реконструкция монастыря — было возведено около 30 новых монастырских построек. Ему приписывают превращение храма Ванфу на горе Хуанбо в процветающий буддийский центр.
В 1654 году, после неоднократных просьб Ицунэна Сёю, он отправился в Нагасаки, в Японию, где вместе с около 30 монахами и ремесленниками, включая его ученика Муаня он основал дзэн-буддистскую школу Обаку. В 1661 году в городе Удзи он вместе с своим учеником Муанем основал главный храм этой школы, Мампуку-дзи. В память о его китайском прообразе — храме Ванфу-сы (яп. Мампуку-дзи) на горе Хуанбо в провинции Фуцзянь — законоучитель Ингэн дал новому храму то же имя. Он также назвал холм, на котором был построен храм Обаку-сан, в честь китайского мастера чань Хуанбо Сиюня, жившего в IX веке. Мастер Хуанбо Сиюнь (яп. Обаку) был учителем Линьцзи Исюаня (яп. Риндзай), и Ингэн хотел таким образом возвысить как японскую школу дзэн Риндзай, так и школу Сото-сю.
Ингэн Рюки умер 21 мая 1673 года в храме в Мампуку-дзи.

## Каллиграфия
Ингэн был мастером каллиграфии, познакомившим Японию с каллиграфическим стилем эпохи Мин. Вместе со своими учениками Муяном и Сокухи Нёицу, он был одним один из «трёх кистей Обаку».